# Unknown Soldier (film)
Pour les articles homonymes, voir Soldat inconnu.
Pour plus de détails, voir Fiche technique et Distribution.
Unknown Soldier (Tuntematon sotilas) est un film de guerre finlandais coécrit et réalisé par Aku Louhimies, sorti en 2017. Il s'agit de la troisième adaptation du roman Soldat inconnu de Väinö Linna, publié en 1954. Il est à sa sortie le film le plus cher de l'histoire du cinéma finlandais avec un budget de 7 millions d'euros .

## Synopsis
En 1941, après la Guerre d'Hiver, prise en étau entre deux régimes répressifs, la Finlande n'a pas d'autre choix que de s'allier avec l'Allemagne nazie pour lutter contre l'URSS, son éternelle rivale à l'Est qui a envahi ses terres. Dès lors, l'affrontement féroce entre les soviétiques et les finlandais se déroule en juillet 1941, en Carélie du Nord, où les seconds, sous le commandement de l'officier Koskela, sont chargés de mener l'offensive contre leurs ennemis afin de récupérer leur territoire au déclenchement de la guerre de Continuation. Mais ces derniers sont lourdement armés et bien préparés au grand désarroi des Finlandais qui, malgré tout, parviennent à traverser la frontière soviétique où ils découvrent rapidement l'horreur de la guerre. Parmi eux, le jeune lieutenant Kariluoto, bourgeois et idéaliste, est déstabilisé, troublé par les qualités stratégiques du caporal vétéran paysan, agriculteur père de famille, qui défie sa hiérarchie mais fait preuve d'une rare efficacité.

## Fiche technique
- Titre original : Tuntematon sotilas
- Titre français : Unknown Soldier
- Réalisation : Aku Louhimies
- Scénario : Aku Louhimies et Jari Olavi Rantala, d'après le roman Soldat inconnu de Väinö Linna
- Montage : Benjamin Mercer
- Musique : Lasse Enersen
- Photographie : Mika Orasmaa
- Production : Aku Louhimies, Mikko Tenhunen et Miia Haavisto
- Sociétés de production : Elokuvaosakeyhtiö Suomi 2017, Kvikmyndafélag Íslands et Scope Pictures
- Société de distribution : Svensk Filmindustri
- Budget : 7 000 000 €
- Pays d'origine :  Finlande
- Langue originale : finnois
- Format : couleur
- Genre : guerre
- Durée : 179 minutes
- Dates de sortie  :
  -  Finlande : 27 octobre 2017
  -  France : 23 juillet 2019 (sur Canal + Cinéma)

## Distribution
- Eero Aho : Antero "Antti" Rokka
- Johannes Holopainen : Jorma Juhani Kariluoto
- Jussi Vatanen : Vilho "Ville" Johannes Koskela
- Aku Hirviniemi : Urho Hietanen
- Severi Saarinen : Lehto
- Hannes Suominen : Vanhala
- Paula Vesala : Lyyti
- Samuli Vauramo : Lammio
- Joonas Saartamo : Yrjö Lahtinen
- Arttu Kapulainen : Susi ("Suen Tassu")
- Eino Heiskanen : Risto Riitaoja
- Kimi Vilkkula : Juhani Sebastian Sihvonen
- Juho Milonoff : Aarne Honkajoki
- Eemeli Louhimies : Usko Asumaniemi
- Matti Ristinen : Antero Sarastie